# Ryo Saito
Ryo Saito (斎藤 了 Saito Ryo?) (15 de agosto de 1979) es un luchador profesional japonés, más conocido por su trabajo en Toryumon y Dragon Gate.

## Carrera

### Toryumon (1997-2004)
Saito debutó en Toryumon Mexico en 1997, después de entrenar en el Último Dragón Gym. Representando a Toryumon, Ryo compitió extensamente en el Consejo Mundial de Lucha Libre y en International Wrestling Revolution Group, consiguiendo innumerables victorias. En 1999, participó en la Young Dragons Cup 1999, pero fue derrotado en la final por Yasushi Kanda.
Tras ello, Saito fue transferido a Toryumon Japan, donde adoptó un gimmick de ciclista. Ryo quedó convertido en un jobber, perdiendo contra varios luchadores, especialmente contra Kenichiro Arai y SAITO.

### Dragon Gate (2004-presente)
Después de la ida de Último Dragón de la empresa, Toryumon Japan fue renombrado Dragon Gate, contratando a gran parte de los antiguos luchadores de Japan.

## En lucha
- Movimientos finales
  - Double Cross[1] (Straight jacket inverted front slam) - 2009-presente
  - Premium Bridge[1][3] (Bridging wrist-lock half Nelson suplex)
  - Bridging full Nelson suplex,[1][3] a veces desde una posición elevada

- Movimientos de firma
  - Dancing Yahoo[1][3] / Cycling Yahoo[4] (Hammerlock single leg Boston crab)
  - Messenger[1][3] (Modified small package)
  - Fisherman's Express[1][3] (Múltiples fisherman suplexes seguidos de fisherman brainbuster)
  - Shrimp[1][3] (Fisherman suplex lift derivado en sitout spinebuster o sitout powerbomb)
  - Big boot
  - Bridging German suplex
  - Diving splash
  - Dropkick, a veces desde una posición elevada
  - Hurricanrana, a veces a un oponente elevado
  - Overhead belly to belly suplex

- Apodos
  - "Dragonfly"[1]

## Campeonatos y logros
- Dragon Gate
  - Dragon Gate Open the Dream Gate Championship (1 vez)
  - Dragon Gate Open the Triangle Gate Championship (6 veces) - con Dragon Kid & Genki Horiguchi (3), CIMA & Susumu Yokosuka (2) y Yasushi Kanda & Genki Horiguchi (1, actual)
  - Dragon Gate I-J Heavyweight Tag Team Championship (1 vez) - con Susumu Yokosuka
  - Dragon Gate Open the Twin Gate Championship (3 veces) - con Susumu Yokosuka (1) y Genki Horiguchi (2)
  - King of Gate (2005)

- International Wrestling Revolution Group
  - Copa Higher Power (1998) - con Último Dragón, Magnum Tokyo, Shiima Nobunaga, Judo Suwa, Sumo Fuji & Lyguila

- Toryumon
  - NWA World Welterweight Championship (1 vez)
  - UWA World Trios Championship (2 veces) - con Magnum TOKYO & Dragon Kid (1) y Genki Horiguchi & Susumu Yokosuka (1)
  - One Night Tag Tournament (2001) - con Big Fuji

- Westside Xtreme Wrestling
  - Golden Pineapple Tournament (2007) - con Matt Sydal

- Pro Wrestling Illustrated
  - Situado en el N°198 en los PWI 500 de 2006[5]

- Wrestling Observer Newsletter
  - Lucha de 5 estrellas (2006) con Dragon Kid & Genki Horiguchi contra CIMA, Naruki Doi & Masato Yoshino (ROH Supercard of Honor, 31 de marzo)[6]
  - Lucha del año (2006) con Dragon Kid & Genki Horiguchi contra CIMA, Naruki Doi & Masato Yoshino (ROH Supercard of Honor, 31 de marzo)[6]